# 梁锡昌
梁锡昌（1934年12月4日—2013年5月4日），四川自贡人，中华人民共和国机械工程学家、重庆大学教授、博士生导师。

## 生平
1954年，梁锡昌毕业于重庆大学机械工程系，并留校任教。他是重庆大学机械传动国家重点实验室的创始人之一，并且担任该实验室的第一任主任。梁锡昌历任中国发明协会理事、中国机械工程学会齿轮制造研究会理事长、国家自然科学基金会机械学科组评议专家。
梁锡昌长期研究机械工程等学科。1980年，梁锡昌提出“曲线零件的新制造法”，获得国家发明二等奖。他还获得21项省部级奖励，发表410余篇论文，撰写15册著作。1986年，获授“国家级有突出贡献专家”称号。1992年起，享受中华人民共和国国务院政府特殊津贴。1983年，梁锡昌为重庆大学争取到了机械制造专业博士学位授权点，先后培养56名博士（博士后）研究人员。
2013年5月4日，梁锡昌在重庆大学跳楼自杀身亡，享年79岁。